# Osiglia
Osiglia es una localidad y comune italiana de la provincia de Savona, región de Liguria, con 468 habitantes (31-12-2011).

## Geografía
La localidad está situada en un área montañosa de la zona interior de los Alpes ligures. La localidad está dividida en varias zonas, Barberis, Borgo, Cavallotti, Giacchini, Monte, Orticeti, Ponzi, Ripa, Ronchi y Rossi. Cuenta con una superficie total de 28,17 km².
El territorio presenta casi toda su área ocupada principalmente por bosque templado caducifolio. 

## Monumentos y lugares de interés

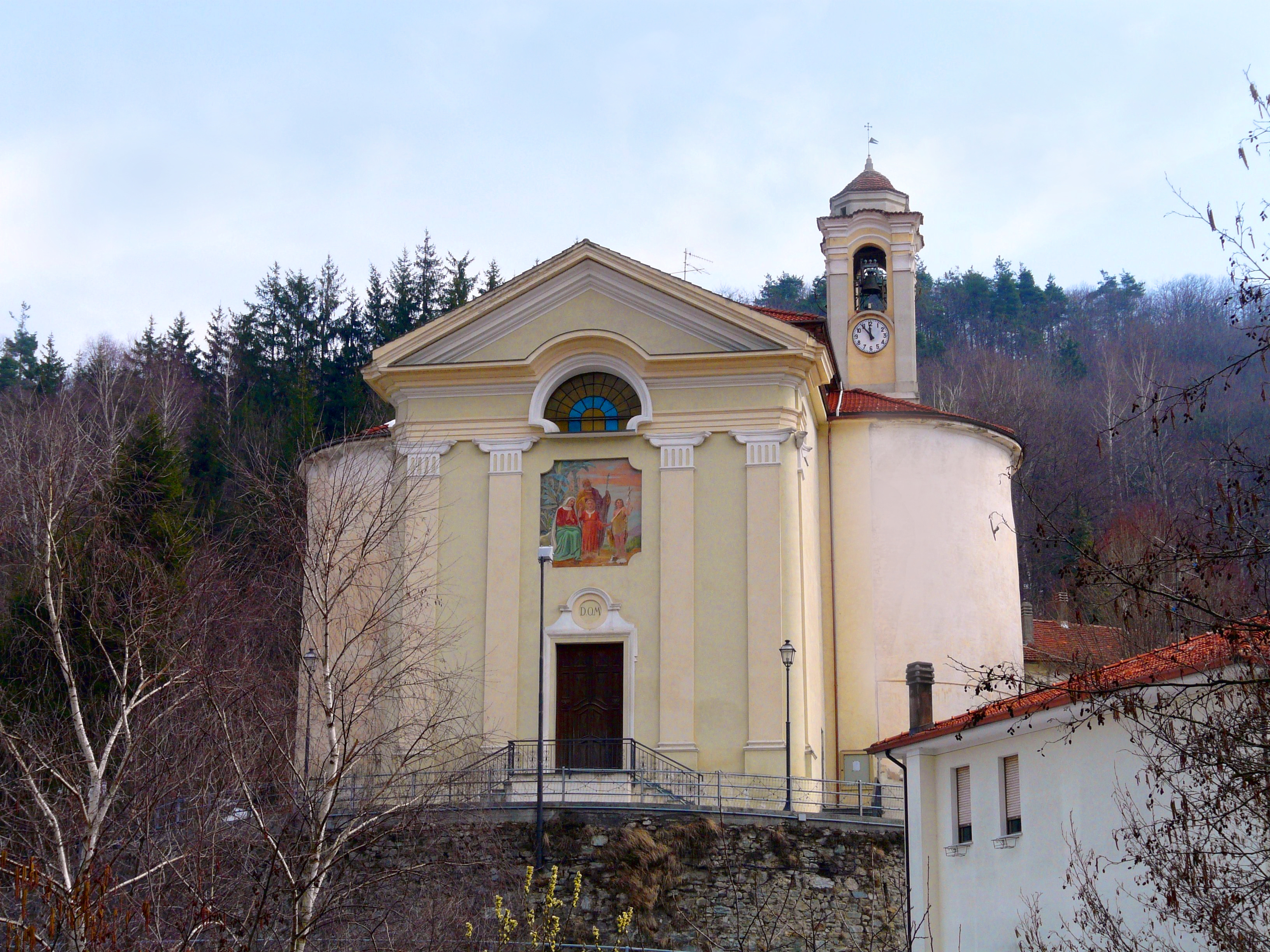
Parroquia del Santo Nombre de Maria

### Arquitectura Religiosa
- Iglesia parroquial del Santísimo Nombre de Maria. Situada en el zona del Borgo. Fue reconstruida en el siglo XVII muy probablemente sobre los restos de una iglesia anterior del siglo XIV.[4]
- Capilla de San Carlo Borromeo, en la fracción de Barberis, edificado entre el siglo XVI y siglo XVII.
- Capilla de la "Madonna della Neve" en la fracción de Monte.
- Oratorio de Sant'Antonio en la fracción de Ripa, del  siglo XV.[4]
- Iglesia parroquial de la "Santissima Annunziata" en la fracción de Ronchi. Construida sobre un oratorio anterior, se le dio el título de parroquia en el 1948.[5]
- Iglesia-Parroquia de San Giacomo en la fracción de Ronchi. Un antiguo sitio de descanso y acogida de peregrinos en la época medieval. Esta iglesia fue proyectada en el 1267 por los caballeros templarios.[4] A día de hoy la iglesia presenta una simple fachada a dos aguas y un pequeño campanario a un lado. El interior está decorado con frescos datados en el 1470.[4]
- Capilla de San Rocco en la fracción Rossi. Edificado a lo largo del sigo XIV[4]   el edificio conserva pinturas al fresco del 1600,[4]  presentado estas características de la escuela pictórica Genovesa,.[4]

### Arquitectura Civili

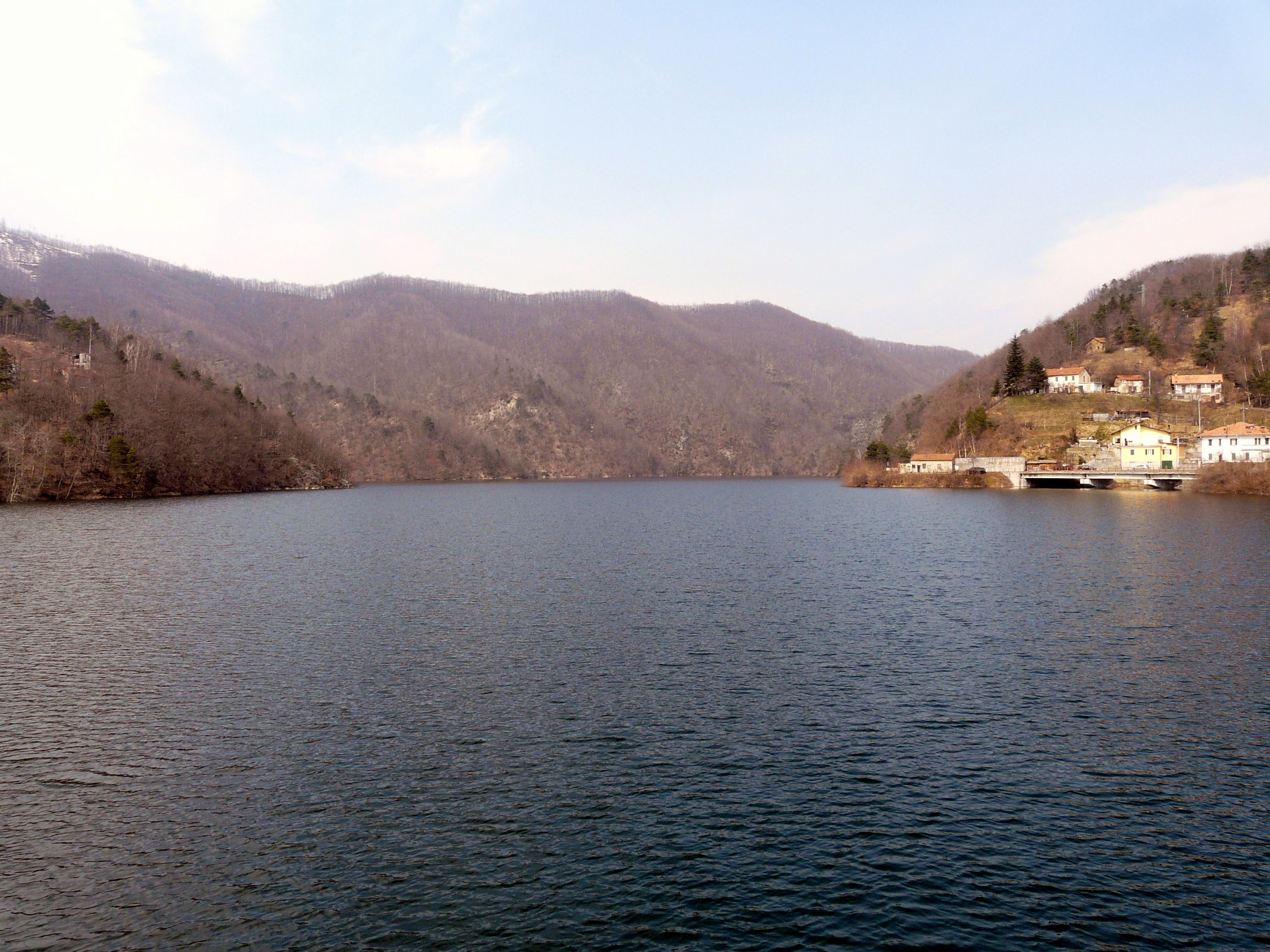
El lago de Osiglia

- Puente sobre el torrente Osiglietta. Edificado en la época  tardo medieval, construido con una sola arcada, en la parte central existe una pequeña representación de un santo.[4]
- Fuente del  Barbé, perteneciente al siglo XIII.[4]
- Lago artificial de Osiglia construido entre 1937 y 1939 para asegurar el flujo constante de agua de la central eléctrica situada más abajo en Cairo Montenotte (Central gestionada por Enel[6]). Para su realización se necesitó sacrificar parte de la villa rural, apreciable en los desembalses periódicos (Cada 10 años[6]).  El lago se alimenta principalmente del arroyo Osiglienta y cuenta con un volumen total de 13 millones de metros cúbicos de agua y cerca de 3 km de longitud.[6] Está considerado como la reserva de agua más grande en la provincia de Savona.

### Arquitectura Militar

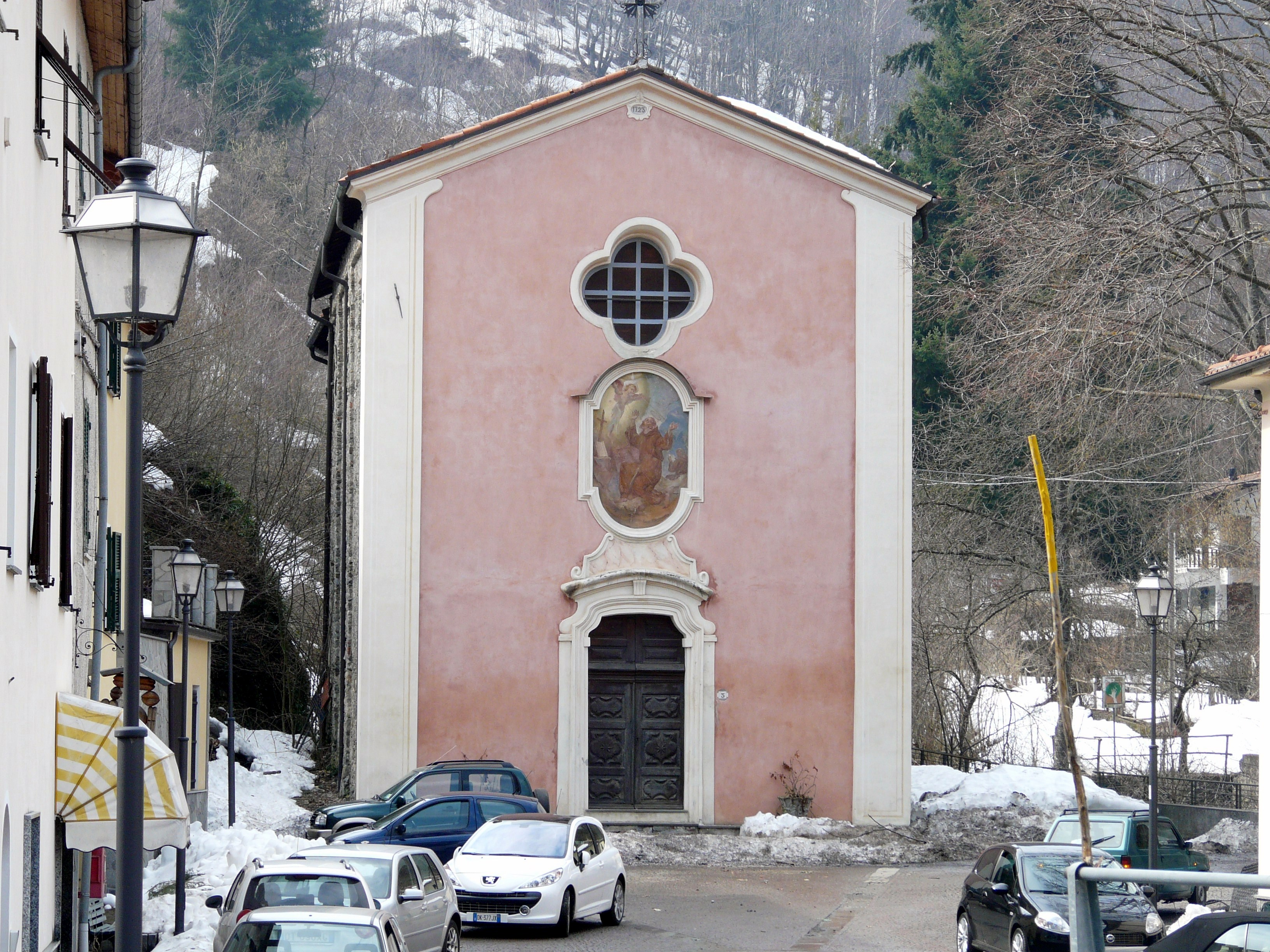
Oratorio de San Francesco

- Castillo de Osiglia, construido por la familia Del Carretto,  y abandonado en el XVII al cambiar las vías de comunicación de la zona. Fue destruido definitivamente en el 1796 por el ejército francés de  Napoleone Bonaparte. A día de hoy solo quedan los restos de las murallas, de lo que un día fue el castillo hoy quedan únicamente los sillares que un día formaron el castillo.

### Áreas Naturales
En el entorno territorial de Osiglia hay presentes dos sitios de interés comunitario, propuestos por la Red Natura 2000, esto es debido a su peculiaridades tanto faunísticas, geológicas, botánicas y ecológicas. El primer sitio, que también ocupa territorio de las localidades cercanas de Bormida, Mallare y Pallare está situado en área de bosque, principalmente hayedos (Fagus sylvatica) y bosques mixtos. también se han catalogado especies de orquídea como  Lilium martagone y Campanula medium. Entre los pájaros más representativos de la zona se encuentra el trepador azul ( Sitta europaeaT) el abejaruco europeo (Pernis apivorus);  entre los invertebrados se encuentre el  Carabus solieri liguranus, Philorhizus liguricus e Haptoderus apenninus.
El segundo compartido con las localidades de Bardineto, Boissano, Bormida, Castelvecchio di Rocca Barbena, Giustenice, Loano, Magliolo, Pietra Ligure, Rialto e Toirano  está colocado en el área boscosa de entre monte Carmo di Loano y monte Settepani donde existen cuevas rupestres, prados, cuevas de interés espeleológico debido al careacter calizo de la geología de la zonase. En la misma zona existe la "Foresta regionale della Barbottina". Un bosque compuesto de hayas pinos silvestres y abetos blancos, es muy importante la presencia del  rododendro, del junipero enano, de Campanula sabatia, Gentiana ligustica, Primula marginata, azagran ligure (Crocus ligusticus), y  Arnica montana. Entre las especies de animales más destacas esta el pez Phoxinus phoxinus, la gamba de río Austropotamobius pallipes; entre los mamíferos se encuentra el gato salvaje Felis silvestris y algunos murciélagos Rhinolophus ferrumequinum, Rhinolophus euryale, Rhinolophus hipposideros.

## Evolución demográfica
| Gráfica de evolución demográfica de Osiglia entre 1861 y 2001 |
|                                                               |
| Fuente ISTAT - elaboración gráfica de Wikipedia               |